# La Rebelle
Pour plus de détails, voir Fiche technique et Distribution.
La Rebelle (A Woman Rebels) est un film américain réalisé par Mark Sandrich, sorti en 1936.

## Synopsis
Pamela et sa sœur Flora ont un père glacial, sévère, dénué d'affection pour elles, qui pense bientôt à les marier; Flora tombe sincèrement amoureuse d'un officier de marine, tandis que Pamela a des rendez-vous romantiques au musée Tussaud avec un jeune (futur) Lord, en cachette de son père, elle cède à la passion sans savoir qu'il est marié. Elle part en Italie rejoindre les jeunes mariés, qui attendent un enfant, elle-même est enceinte; elle fait la connaissance d'un ami de son beau-frère, Thomas, un brillant diplomate, qui tombe amoureux d'elle. 
Les malheurs surviennent brutalement: le mari de Flora meurt accidentellement, la jeune mère décède en couches ainsi que le bébé. Pamela va faire passer sa propre fille pour sa nièce avec l'accord de sa sœur mourante. Pamela rentre à Londres avec la fillette, bien décidée à vivre seule, en femme indépendante. Elle travaille avec succès dans la presse féminine, Mais le scandale la rattrape... Ainsi que le destin : sa fille tombe amoureuse de son demi-frère, le fils légitime du Lord qui ignore tout de sa fille. 
Les choses vont s'arranger et Pamela va enfin pouvoir épouser Thomas qui l'attend depuis 15 ans.

## Fiche technique
- Titre : La Rebelle
- Titre original : A Woman Rebels
- Réalisation : Mark Sandrich
- Scénario : Anthony Veiller et Ernest Vajda d'après le roman Portrait of a Rebel de Netta Syrett
- Production : Pandro S. Berman et B.B. Kahane producteur exécutif (non crédités)
- Société de production : RKO Radio Pictures
- Musique : Roy Webb (non crédité)
- Photographie : Robert De Grasse
- Direction artistique : Van Nest Polglase
- Costumes : Walter Plunkett
- Montage : Jane Loring
- Pays d'origine : États-Unis
- Format : Noir et blanc - 35 mm - 1,37:1 - Son : Mono (RCA Victor System)
- Genre : Drame
- Durée : 88 minutes
- Dates de sortie :
  - États-Unis : 29 octobre 1936 (New York)
  - États-Unis : 6 novembre 1936 (sortie nationale)

## Distribution
- Katharine Hepburn : Pamela 'Pam' Thistlewaite
- Herbert Marshall : Thomas Lane
- Elizabeth Allan : Flora Anne Thistlewaite
- Donald Crisp : Juge Byron Thistlewaite
- Doris Dudley : Flora 'Floss' jeune
- David Manners : Lieutenant Alan Craig Freeland
- Lucile Watson : Betty Bumble
- Van Heflin : Lord Gerald Waring Gaythorne

Et, parmi les acteurs non crédités :
- Leonard Carey : Le majordome de Lord Gaythorne
- Lillian Kemble-Cooper : Lady Rinlake
- Molly Lamont : La jeune femme avec un bébé malade
- Lionel Pape : William C. White
- Margaret Seddon : Serena